# Investigative Ophthalmology & Visual Science
Investigative Ophthalmology & Visual Science (IOVS) è una rivista online pubblicata dall'Associazione per la Ricerca nella Visione e nell'Oftalmologia (ARVO).
Al 2025 l'indice H è stato pari a 65 e quello a 5 anni è stato di 95, posizionando la rivista al sesto posto nella categoria oftalmologica e optometrica di Google Scholar.

## Storia
La rivista è stata istituita come pubblicazione ufficiale dell'Associazione per la ricerca in oftalmologia (in seguito ribattezzata Associazione per la ricerca in visione e oftalmologia). Il primo numero di Investigative Ophthalmology è stato pubblicato nel gennaio 1962. Il suo direttore esecutivo era Bernard Becker, MD. Nel 1977 il titolo è stato cambiato in Investigative Ophthalmology & Visual Science.
Dal 1977 gli abstract del meeting annuale dell'ARVO sono stati pubblicati come numero di IOVS.
Sempre nel 1977, IOVS è stato accettato per l'inclusione nell'Index Medicus (e successivamente in MEDLINE) e PubMed.
IOVS è stato pubblicato per la prima volta online nel 1999. L'archivio precedente è stato digitalizzato e reso disponibile online nel 2005. L'ultimo numero in edizione a stampa è stato pubblicato nel 2009 e la rivista è ora disponibile solo online.
Nel gennaio 2016, IOVS è diventata ad accesso aperto. Tutti i contenuti sono disponibili gratuitamente per la lettura e quelli pubblicati dal 2016 in poi sono liberamente riutilizzabili con licenza Creative Commons Attribution-NonCommercial-NoDerivatives o Creative Commons Attribution.